# In claris non fit interpretatio
In claris non fit interpretatio è un brocardo che allude a un canone interpretativo e può essere tradotto con: "nelle questioni chiare non si fa luogo a interpretazione". In uso già nel XII-XIII secolo nella scuola dei glossatori di Bologna, l'applicazione di tale canone impone il divieto di precisare il contenuto di una norma ricorrendo ad argomenti extratestuali o a criteri ermeneutici.

## Origini
Il brocardo trae origine dalla visione romano-classica dell'interpretatio. Questa, nella Roma classica, era l'attività del giudice diretta alla creazione di una regola giuridica. Attività alla quale il giudice romano era tenuto qualora si trovasse di fronte a una fattispecie concreta non regolata dal legislatore. Quindi il brocardo sostanzialmente stabiliva che nel caso in cui vi fosse una fattispecie astratta già prevista dal legislatore il giudice non doveva creare diritto ma solo applicare quanto previsto dalla legge.

## Ordinamento italiano
Nell'ordinamento italiano il principio è codificato dall'art. 12 delle Disposizioni preliminari al Codice civile del 1942 (note anche come Preleggi), che recita:
Nell'applicare la legge non si può ad essa attribuire altro senso che quello fatto palese del significato proprio delle sue parole secondo la connessione di esse e della intenzione del legislatore.

### Giurisprudenza
Il principio è stato più volte ribadito dalla Corte di Cassazione. La Suprema Corte, infatti, si è espressa in diverse circostanze ribadendo che la ricerca dell'effettiva mens legis debba avvenire solo nel caso in cui la lettera della norma da interpretare sia ritenuta non chiara o equivocabile.

In tal senso, si vedano - tra le altre - le seguenti sentenze:
- Corte di cassazione, sentenza n. 836 del 3 maggio 1967;
- Corte di cassazione, sentenza n. 2533 del 3 dicembre 1970.

Si segnalano, inoltre, anche:
- Consiglio di Stato, Sezione VI, sentenza n. 1227 del 6 marzo 2003.
- Impugnativa del Commissario dello Stato per la Regione Siciliana n. 1991/0025 del 10 maggio 1991

### Dottrina
Nell'ambito del diritto civile Roppo ritiene che il brocardo vada rifiutato se lo si intende nel senso che un testo chiaro non ha bisogno di interpretazione, mentre possa essere accettato se si intende che se il testo contrattuale appare chiaro e non ci sono elementi che lo mettano in dubbio allora l'interprete debba limitarsi a un'interpretazione letterale.